# Siège d'Oran (1693)
Le siège d'Oran de 1693 est une tentative du sultan alaouite Moulay Ismaël de prendre la ville d'Oran alors préside espagnol à l'ouest de la régence d'Alger.

## Contexte
Le chérif Moulay Ismaël et ses fils effectuent diverses expéditions en territoire algérien entre 1672 et 1701 avec l'appui de certains marabouts. Ces expéditions connaissent toutes des échecs,. 
La présence des Espagnols à Oran permet à l'élite turque d'Alger de bénéficier du statut de combattant de la guerre sainte face aux Chrétiens. Pour contrebalancer le prestige des Turcs, il convient donc d'attaquer Oran sans eux. Moulay Ismael avait déjà remporté plusieurs succès contre les Espagnols, avec la libération de Maâmora en 1681, Larache en 1687, et Assilah en 1691.
Des expéditions maraboutiques se montent pour assiéger Oran. C'est dans ce cadre de rivalité que Moulay Ismaël va effectuer une tentative en 1693. Ces incursions répétées de Moulay Ismael dans l'ouest algérien débouchent sur la seule période d'alliance hispano-algérienne.

## Déroulement
Moulay Ismaël se met en campagne avec une armée de plus de 20 000 hommes. Il lance une razzia contre les Beni Ameur, et les autres tribus algériennes. La place d'Oran est défendue par le duc de Canzano. Moulay Ismael tente un coup de main le 20 juillet , suivi d'une autre tentative le 24 juillet qui échouent toutes les deux face au feu violent de l'artillerie de la place et la défense ferme de la garnison espagnole. Son armée subit un véritable désastre et il doit se replier. Cependant durant cette retraite il est attaqué en représailles par les tribus arabes qui lui infligent également une déroute et récupèrent une partie du butin,,. Moulay Ismael aurait déclaré à la suite de cette tentative : « Oran est comme une vipère à l'abri sous un rocher : malheur à l'imprudent qui y touche !  ». 